# Snoqualmie Pass (Washington)
Snoqualmie Pass ist ein Census-designated place (CDP) im King und im Kittitas County im US-Bundesstaat Washington. Zum United States Census 2010 betrug die Einwohnerzahl 311 Personen.
Der CDP ist nach dem Gebirgspass der Interstate 90 über die Kaskadenkette benannt, welcher selbst nach dem Indianer-Stamm der Snoqualmie benannt ist, deren angestammtes Siedlungsgebiet westlich des Passes im Snoqualmie Valley lag.
Aufgrund des Pro-Kopf-Einkommens liegt Snoqualmie Pass an achter Stelle von 522 im Bundesstaat Washington gerankten Gebieten und an erster Stelle im Kittitas County.
Durch die nahezu rechtwinklige Aufspaltung der Interstate 90 an der Grenze von King und Kittitas County, besitzt die Gemeinde zwei Postleitzahlen, liegt in zwei Countys, zwei Kongresswahl- und zwei Legislativbezirken. Keiner dieser Bezirke hat innerhalb der Gemeinde dieselbe Grenze.

## Geographie
Nach dem United States Census Bureau nimmt der CDP eine Fläche von 7,4 km² ein, worunter keine Wasserflächen sind. An einem Hauptpass der Kaskadenkette gelegen befindet sich Snoqualmie Pass inmitten des Mountains to Sound Greenway, einer Landschaft in Teilen der Countys King und Kittitas, welche historische Bedeutung für die Besiedlung von West-Washington hat.

### Umgebende Städte und Gemeinden
| North Bend |                                             |      |
|            | Kompassrose, die auf Nachbargemeinden zeigt |      |
|            |                                             | Hyak |

### Klima
Wegen seiner Höhenlage sind die Temperaturen in Snoqualmie Pass signifikant tiefer als in Seattle und es fallen sehr viel mehr Niederschläge, meist als Schnee. Snoqualmie Pass hat ein feuchtes Kontinentalklima („Dfb“ nach Köppen und Geiger) mit kalten, sehr feuchten und schneereichen Wintern und milden bis warmen, relativ trockenen Sommern.
|                        | Jan    | Feb    | Mär    | Apr    | Mai    | Jun    | Jul   | Aug   | Sep    | Okt    | Nov    | Dez    |   |          |
| Mittl. Temperatur (°C) | −3,06  | −0,94  | 1,25   | 4,36   | 7,69   | 10,92  | 14,56 | 14,39 | 11,75  | 7,08   | 0,97   | −1,81  | ⌀ | 5,6      |
| Mittl. Tagesmax. (°C)  | −0,06  | 2,78   | 5,78   | 9,61   | 14,00  | 17,17  | 21,33 | 20,89 | 18,11  | 12,17  | 4,06   | 0,78   | ⌀ | 10,6     |
| Mittl. Tagesmin. (°C)  | −6,06  | −4,67  | −3,28  | −0,89  | 1,39   | 4,67   | 7,78  | 7,89  | 5,39   | 2,00   | −2,11  | −4,39  | ⌀ | 0,7      |
|                        |        |        |        |        |        |        |       |       |        |        |        |        |   |          |
| Niederschlag (mm)      | 316,74 | 227,33 | 186,69 | 144,53 | 109,73 | 101,09 | 47,24 | 55,88 | 105,66 | 163,83 | 326,14 | 352,55 | Σ | 2.137,41 |

| −6,06 |

| −4,67 |

| −3,28 |

| −0,89 |

| 1,39 |

| 4,67 |

| 7,78 |

| 7,89 |

| 5,39 |

| 2,00 |

| −2,11 |

| −4,39 |

| −6,06 |

| −4,67 |

| −3,28 |

| −0,89 |

| 1,39 |

| 4,67 |

| 7,78 |

| 7,89 |

| 5,39 |

| 2,00 |

| −2,11 |

| −4,39 |

## Demographie
Nach der Volkszählung von 2000 gab es in Snoqualmie Pass 201 Einwohner, 88 Haushalte und 60 Familien. Die Bevölkerungsdichte betrug 27 pro km². Es gab 330 Wohneinheiten bei einer mittleren Dichte von 44,4 pro km².
Die Bevölkerung bestand zu 93,03 % aus Weißen, zu 1 % aus Asiaten, zu 1 % aus Pazifik-Insulanern und zu 4,98 % aus zwei oder mehr „Rassen“. Hispanics oder Latinos „jeglicher Rasse“ bildeten 0,5 % der Bevölkerung.
Von den 88 Haushalten beherbergten 23,9 % Kinder unter 18 Jahren, 61,4 % wurden von zusammen lebenden verheirateten Paaren, 2,3 % von alleinerziehenden Müttern geführt; 31,8 % waren Nicht-Familien. 21,6 % der Haushalte waren Singles und 2,3 % waren alleinstehende über 65-jährige Personen. Die durchschnittliche Haushaltsgröße betrug 2,28 und die durchschnittliche Familiengröße 2,68 Personen.
Der Median des Alters in der Stadt betrug 40 Jahre. 18,9 % der Einwohner waren unter 18, 6 % zwischen 18 und 24, 37,3 % zwischen 25 und 44, 29,9 % zwischen 45 und 64 und 8 65 Jahre oder älter. Auf 100 Frauen kamen 109,4 Männer, bei den über 18-Jährigen waren es 111,7 Männer auf 100 Frauen.
Alle Angaben zum mittleren Einkommen beziehen sich auf den Median. Das mittlere Haushaltseinkommen betrug 81.883 US$, in den Familien waren es 89.532 US$. Männer hatten ein mittleres Einkommen von 50.417 US$ gegenüber 26.875 US$ bei Frauen. Das Pro-Kopf-Einkommen betrug 54.316 US$. Keine der Familien und
1,9 % der Gesamtbevölkerung lebte unterhalb der Armutsgrenze.

## Tourismus
Die Gemeinde besteht im Wesentlichen aus Berghütten, die saisonal von den Einwohnern der Metropolregion Seattle bewohnt werden, sowie etwa 150 das ganze Jahr über anwesenden Einwohnern. Wintersport ist die Hauptattraktion, doch Outdoor-Aktivitäten können das ganze Jahr über ausgeführt werden.
Der Pacific Crest Trail kreuzt den Snoqualmie Pass und eine Vielzahl anderer Wege sind für Wandern und Klettern im Sommer sowie Skilanglauf und Schneeschuhlaufen im Winter geeignet.
Snoqualmie Pass ist gleichfalls der Höhepunkt im Snoqualmie, einer Gruppe von der Boyne USA Resorts bewirtschafteter Ski-Alpin-Gebiete. Die vier bewirtschafteten Gebiete sind: Alpental, Summit West (früher: Snoqualmie Summit), Summit Central (früher: Ski Acres), und Summit East (früher: Hyak). The Summit at Snoqualmie, ein Hotel, liegt Seattle am nächsten, so dass es an Wochenenden oft überfüllt ist.
Schneemobil-Fahren ist während der Wintermonate östlich des Passes sehr beliebt. Im Sommer und Herbst können Gleitschirmflieger und Hängegleiter über dem Tal fliegend beobachtet werden, welche die Bergketten entlang gleiten und am Keechelus Lake landen.